# Aphelandra albert-smithii
Aphelandra albert-smithii là một loài thực vật có hoa trong họ Ô rô. Loài này được Leonard mô tả khoa học đầu tiên năm 1953.